# GP Industria & Artigianato di Larciano 2023
GP Industria & Artigianato di Larciano 2023 var den 45. udgave af det italienske cykelløb GP Industria & Artigianato di Larciano. Det blev kørt den 26. marts 2023 med start og mål i Larciano i Toscana. Løbet var en del af UCI ProSeries 2023. Løbet blev vundet af irske Ben Healy fra EF Education-EasyPost.

## Resultat
| \| Samlede stilling \| Samlede stilling \| Samlede stilling \| Samlede stilling \| Samlede stilling \| \| Rytter \| Rytter \| Hold \| Tid \| \| \| ---------------- \| ----------------------- \| --------------------------------------- \| ---------------- \| ---------------- \| \| 1. \| Ben Healy \| EF Education-EasyPost \| 4t 33' 09" \| \| \| 2. \| Amanuel Ghebreigzabhier \| Trek-Segafredo \| + 27" \| \| \| 3. \| Mark Stewart \| Bolton Equities Black Spoke Pro Cycling \| + 47" \| \| \| 4. \| Natnael Tesfatsion \| Trek-Segafredo \| + 47" \| \| \| 5. \| Diego Ulissi \| UAE Team Emirates \| + 47" \| \| \| 6. \| Felix Großschartner \| UAE Team Emirates \| + 47" \| \| \| 7. \| Marco Tizza \| Bingoal WB \| + 47" \| \| \| 8. \| Tony Gallopin \| Trek-Segafredo \| + 47" \| \| \| 9. \| Cristian Scaroni \| Astana Qazaqstan Team \| + 47" \| \| \| 10. \| Georg Steinhauser \| EF Education-EasyPost \| + 47" \| \| |                         |                                         |            |
| |                         |                                         |            |
| Kilde: ProCyclingStats |                         |                                         |            |
| Samlede stilling |                         |                                         |            |
| Rytter | Rytter                  | Hold                                    | Tid        |
| 1. | Ben Healy               | EF Education-EasyPost                   | 4t 33' 09" |
| 2. | Amanuel Ghebreigzabhier | Trek-Segafredo                          | + 27"      |
| 3. | Mark Stewart            | Bolton Equities Black Spoke Pro Cycling | + 47"      |
| 4. | Natnael Tesfatsion      | Trek-Segafredo                          | + 47"      |
| 5. | Diego Ulissi            | UAE Team Emirates                       | + 47"      |
| 6. | Felix Großschartner     | UAE Team Emirates                       | + 47"      |
| 7. | Marco Tizza             | Bingoal WB                              | + 47"      |
| 8. | Tony Gallopin           | Trek-Segafredo                          | + 47"      |
| 9. | Cristian Scaroni        | Astana Qazaqstan Team                   | + 47"      |
| 10. | Georg Steinhauser       | EF Education-EasyPost                   | + 47"      |

## Hold og ryttere
| UCI WorldTeams (4)- Astana Qazaqstan Team - EF Education-EasyPost - Trek-Segafredo - UAE Team Emirates UCI ProTeams (7)- Bingoal WB - Bolton Equities Black Spoke Pro Cycling - Eolo-Kometa - Green Project-Bardiani CSF-Faizanè - Q36.5 Pro Cycling Team - Team Corratec - Team Novo Nordisk UCI Kontinentalhold (7)- Beltrami TSA-Tre Colli - Biesse-Carrera - Colpack Ballan - General Store-Essegibi-F.lli Curia - MG.K Vis Colors For Peace - Team Technipes #inEmiliaRomagna - Work Service-Vitalcare-Dynatek |
| |

### Startliste
| UAE Team Emirates UAD | UAE Team Emirates UAD                | UAE Team Emirates UAD |
| --------------------- | ------------------------------------ | --------------------- |
| Nr.                   | Rytter                               | Placering             |
| 1                     | Diego Ulissi (ITA)                   | 5.                    |
| 3                     | Davide Formolo (ITA)                 | 34.                   |
| 4                     | Marc Hirschi (SUI)                   | 14.                   |
| 5                     | Domen Novak (SLO)                    | DNF                   |
| 6                     | Michael Vink (NZL)                   | 44.                   |
| 7                     | Felix Großschartner (AUT) (landevej) | 6.                    |

| Astana Qazaqstan Team AST | Astana Qazaqstan Team AST | Astana Qazaqstan Team AST |
| ------------------------- | ------------------------- | ------------------------- |
| Nr.                       | Rytter                    | Placering                 |
| 11                        | Jurij Natarov (KAZ)       | DNF                       |
| 12                        | Manuele Boaro (ITA)       | DNF                       |
| 13                        | Antonio Nibali (ITA)      | 31.                       |
| 14                        | Aljaksandr Rabusjenka     | DNF                       |
| 16                        | Cristian Scaroni (ITA)    | 9.                        |
| 17                        | Igor Tjzhan (KAZ)         | DNF                       |

| EF Education-EasyPost EFE | EF Education-EasyPost EFE | EF Education-EasyPost EFE |
| ------------------------- | ------------------------- | ------------------------- |
| Nr.                       | Rytter                    | Placering                 |
| 21                        | James Shaw (GBR)          | 32.                       |
| 22                        | Mark Padun (UKR)          | 46.                       |
| 23                        | Georg Steinhauser (GER)   | 10.                       |
| 24                        | Ben Healy (IRL)           | 1.                        |
| 25                        | Stefan de Bod (RSA)       | 28.                       |
| 26                        | Marc Pritzen (RSA)        | DNF                       |

| Trek-Segafredo TFS | Trek-Segafredo TFS            | Trek-Segafredo TFS |
| ------------------ | ----------------------------- | ------------------ |
| Nr.                | Rytter                        | Placering          |
| 31                 | Amanuel Ghebreigzabhier (ERI) | 2.                 |
| 32                 | Jacopo Mosca (ITA)            | DNF                |
| 33                 | Tony Gallopin (FRA)           | 8.                 |
| 35                 | Mathias Vacek (CZE)           | DNF                |
| 36                 | Natnael Tesfatsion (ERI)      | 4.                 |

| Bingoal WB BWB | Bingoal WB BWB            | Bingoal WB BWB |
| -------------- | ------------------------- | -------------- |
| Nr.            | Rytter                    | Placering      |
| 41             | Dimitri Peyskens (BEL)    | DNF            |
| 42             | Rémy Mertz (BEL)          | 20.            |
| 43             | Marco Tizza (ITA)         | 7.             |
| 44             | Floris De Tier (BEL)      | DNF            |
| 45             | Alexis Guérin (FRA)       | 16.            |
| 46             | Lennert Teugels (BEL)     | 25.            |
| 47             | Aaron Van der Beken (BEL) | DNF            |

| Bolton Equities Black Spoke Pro Cycling BEB | Bolton Equities Black Spoke Pro Cycling BEB | Bolton Equities Black Spoke Pro Cycling BEB |
| ------------------------------------------- | ------------------------------------------- | ------------------------------------------- |
| Nr.                                         | Rytter                                      | Placering                                   |
| 51                                          | Logan Currie (NZL)                          | DNF                                         |
| 52                                          | James Fouché (NZL) (landevej)               | 18.                                         |
| 53                                          | Ollie Jones (NZL)                           | DNF                                         |
| 54                                          | Josh Kench (NZL)                            | DNF                                         |
| 55                                          | Bailey O'Donnell (NZL)                      | DNS                                         |
| 56                                          | James Oram (NZL) (landevej)                 | DNF                                         |
| 57                                          | Mark Stewart (GBR)                          | 3.                                          |

| Eolo-Kometa EOK | Eolo-Kometa EOK           | Eolo-Kometa EOK |
| --------------- | ------------------------- | --------------- |
| Nr.             | Rytter                    | Placering       |
| 61              | Alessandro Fancellu (ITA) | 42.             |
| 62              | Fernando Tercero (ESP)    | 30.             |
| 63              | Álex Martín (ESP)         | 43.             |
| 65              | Davide Piganzoli (ITA)    | 38.             |
| 66              | Andrea Garosio (ITA)      | DNF             |
| 67              | Simone Raccani (ITA)      | DNF             |

| Green Project-Bardiani CSF-Faizanè BCF | Green Project-Bardiani CSF-Faizanè BCF | Green Project-Bardiani CSF-Faizanè BCF |
| -------------------------------------- | -------------------------------------- | -------------------------------------- |
| Nr.                                    | Rytter                                 | Placering                              |
| 71                                     | Samuele Zoccarato (ITA)                | 13.                                    |
| 72                                     | Alessandro Tonelli (ITA)               | 11.                                    |
| 73                                     | Giulio Pellizzari (ITA)                | 15.                                    |
| 74                                     | Filippo Fiorelli (ITA)                 | 17.                                    |
| 75                                     | Alex Tolio (ITA)                       | 23.                                    |
| 76                                     | Henok Mulubrhan (ERI)                  | 24.                                    |
| 77                                     | Filippo Magli (ITA)                    | 33.                                    |

| Q36.5 Pro Cycling Team Q36 | Q36.5 Pro Cycling Team Q36 | Q36.5 Pro Cycling Team Q36 |
| -------------------------- | -------------------------- | -------------------------- |
| Nr.                        | Rytter                     | Placering                  |
| 81                         | Negasi Abreha (ETH)        | DNF                        |
| 82                         | Gianluca Brambilla (ITA)   | DNF                        |
| 83                         | Walter Calzoni (ITA)       | 27.                        |
| 84                         | Marcel Camprubí (ESP)      | 35.                        |
| 85                         | Alessandro Fedeli (ITA)    | 12.                        |
| 86                         | Cyrus Monk (AUS)           | DNF                        |
| 87                         | Antonio Puppio (ITA)       | DNF                        |

| Team Corratec COR | Team Corratec COR         | Team Corratec COR |
| ----------------- | ------------------------- | ----------------- |
| Nr.               | Rytter                    | Placering         |
| 91                | Davide Baldaccini (ITA)   | DNF               |
| 92                | Nicolas Dalla Valle (ITA) | DNF               |
| 93                | Alexander Konysjev (ITA)  | DNF               |
| 94                | Lorenzo Quartucci (ITA)   | 40.               |
| 95                | Germán Tivani (ARG)       | 45.               |
| 96                | Valerio Conti (ITA)       | 26.               |
| 97                | Alessandro Iacchi (ITA)   | DNF               |

| Team Novo Nordisk TNN | Team Novo Nordisk TNN | Team Novo Nordisk TNN |
| --------------------- | --------------------- | --------------------- |
| Nr.                   | Rytter                | Placering             |
| 101                   | Andrea Peron (ITA)    | 19.                   |
| 102                   | Umberto Poli (ITA)    | DNF                   |
| 103                   | Declan Irvine (AUS)   | DNF                   |
| 104                   | Hamish Beadle (NZL)   | DNF                   |
| 105                   | Sam Brand (GBR)       | DNF                   |
| 106                   | Matyáš Kopecký (CZE)  | DNF                   |
| 107                   | Filippo Ridolfo (ITA) | DNF                   |

| Beltrami TSA-Tre Colli BTC | Beltrami TSA-Tre Colli BTC | Beltrami TSA-Tre Colli BTC |
| -------------------------- | -------------------------- | -------------------------- |
| Nr.                        | Rytter                     | Placering                  |
| 111                        | Thomas Pesenti (ITA)       | 29.                        |
| 112                        | Matteo Freddi (ITA)        | DNF                        |
| 113                        | Andrea Biancalani (ITA)    | DNF                        |
| 114                        | Nicola Rossi (ITA)         | DNF                        |
| 115                        | Ettore Loconsolo (ITA)     | DNF                        |
| 116                        | Lucio Pierantozzi (ITA)    | DNF                        |
| 117                        | Alex Raimondi (ITA)        | DNF                        |

| Biesse-Carrera BIE | Biesse-Carrera BIE         | Biesse-Carrera BIE |
| ------------------ | -------------------------- | ------------------ |
| Nr.                | Rytter                     | Placering          |
| 121                | Riccardo Ciuccarelli (ITA) | DNF                |
| 122                | Giacomo Villa (ITA)        | 22.                |
| 123                | Michael Belleri (ITA)      | 36.                |
| 124                | Lorenzo Rinaldi (ITA)      | DNF                |
| 125                | Francesco Galimberti (ITA) | DNF                |
| 126                | Lorenzo Galimberti (ITA)   | 39.                |
| 127                | Pierelis Belletta (ITA)    | 37.                |

| General Store-Essegibi-F.lli Curia GEF | General Store-Essegibi-F.lli Curia GEF | General Store-Essegibi-F.lli Curia GEF |
| -------------------------------------- | -------------------------------------- | -------------------------------------- |
| Nr.                                    | Rytter                                 | Placering                              |
| 131                                    | Samuele Carpene (ITA)                  | DNF                                    |
| 132                                    | Filippo D'Aiuto (ITA)                  | DNF                                    |
| 133                                    | Carlo Francesco Favretto (ITA)         | DNF                                    |
| 134                                    | Michele Berasi (ITA)                   | DNF                                    |
| 135                                    | Tommaso Bergagna (ITA)                 | DNF                                    |
| 136                                    | Lorenzo Peschi (ITA)                   | DNF                                    |
| 137                                    | Kevin Pezzo Rosola (ITA)               | DNF                                    |

| MG.K Vis Colors For Peace MGK | MG.K Vis Colors For Peace MGK | MG.K Vis Colors For Peace MGK |
| ----------------------------- | ----------------------------- | ----------------------------- |
| Nr.                           | Rytter                        | Placering                     |
| 141                           | Ben Granger (GBR)             | DNF                           |
| 142                           | Davide Bauce (ITA)            | DNF                           |
| 143                           | Francesco Carollo (ITA)       | DNF                           |
| 144                           | Fabio Mazzucco (ITA)          | DNF                           |
| 145                           | Davide Casini (ITA)           | DNF                           |
| 146                           | Mattia Di Felice (ITA)        | DNF                           |
| 147                           | Anthoni Silenzi (ITA)         | DNF                           |

| Colpack-Ballan CPK | Colpack-Ballan CPK     | Colpack-Ballan CPK |
| ------------------ | ---------------------- | ------------------ |
| Nr.                | Rytter                 | Placering          |
| 151                | Sergio Meris (ITA)     | 21.                |
| 152                | Davide Boscaro (ITA)   | DNF                |
| 153                | Ronan O'Connor (IRL)   | DNF                |
| 154                | Pavel Novák (CZE)      | DNF                |
| 155                | Diego Bracalente (ITA) | 41.                |

| Team Technipes #inEmiliaRomagna TER | Team Technipes #inEmiliaRomagna TER | Team Technipes #inEmiliaRomagna TER |
| ----------------------------------- | ----------------------------------- | ----------------------------------- |
| Nr.                                 | Rytter                              | Placering                           |
| 161                                 | Emanuele Ansaloni (ITA)             | DNF                                 |
| 162                                 | Davide Dapporto (ITA)               | DNF                                 |
| 163                                 | Romaric Forqués (FRA)               | DNF                                 |
| 164                                 | Andrea Innocenti (ITA)              | DNF                                 |
| 165                                 | Alessandro Monaco (ITA)             | DNF                                 |
| 166                                 | Martin Nessler (ITA)                | DNF                                 |
| 167                                 | Gabriele Petrelli (ITA)             | DNF                                 |

| Work Service-Vitalcare-Dynatek IWD | Work Service-Vitalcare-Dynatek IWD | Work Service-Vitalcare-Dynatek IWD |
| ---------------------------------- | ---------------------------------- | ---------------------------------- |
| Nr.                                | Rytter                             | Placering                          |
| 171                                | Nicola Venchiarutti (ITA)          | DNF                                |
| 172                                | Christian Danilo Pase (ITA)        | DNF                                |
| 173                                | Samuele Mion (ITA)                 | DNF                                |
| 174                                | Giacomo Garavaglia (ITA)           | DNF                                |
| 175                                | Filippo Dignani (ITA)              | DNF                                |
| 176                                | Kevin Bonaldo (ITA)                | DNF                                |
| 177                                | Leonardo Marchiori (ITA)           | DNF                                |

| UAE Team Emirates UAD | UAE Team Emirates UAD                | UAE Team Emirates UAD |
| --------------------- | ------------------------------------ | --------------------- |
| Nr.                   | Rytter                               | Placering             |
| 1                     | Diego Ulissi (ITA)                   | 5.                    |
| 3                     | Davide Formolo (ITA)                 | 34.                   |
| 4                     | Marc Hirschi (SUI)                   | 14.                   |
| 5                     | Domen Novak (SLO)                    | DNF                   |
| 6                     | Michael Vink (NZL)                   | 44.                   |
| 7                     | Felix Großschartner (AUT) (landevej) | 6.                    |

| Astana Qazaqstan Team AST | Astana Qazaqstan Team AST | Astana Qazaqstan Team AST |
| ------------------------- | ------------------------- | ------------------------- |
| Nr.                       | Rytter                    | Placering                 |
| 11                        | Jurij Natarov (KAZ)       | DNF                       |
| 12                        | Manuele Boaro (ITA)       | DNF                       |
| 13                        | Antonio Nibali (ITA)      | 31.                       |
| 14                        | Aljaksandr Rabusjenka     | DNF                       |
| 16                        | Cristian Scaroni (ITA)    | 9.                        |
| 17                        | Igor Tjzhan (KAZ)         | DNF                       |

| EF Education-EasyPost EFE | EF Education-EasyPost EFE | EF Education-EasyPost EFE |
| ------------------------- | ------------------------- | ------------------------- |
| Nr.                       | Rytter                    | Placering                 |
| 21                        | James Shaw (GBR)          | 32.                       |
| 22                        | Mark Padun (UKR)          | 46.                       |
| 23                        | Georg Steinhauser (GER)   | 10.                       |
| 24                        | Ben Healy (IRL)           | 1.                        |
| 25                        | Stefan de Bod (RSA)       | 28.                       |
| 26                        | Marc Pritzen (RSA)        | DNF                       |

| Trek-Segafredo TFS | Trek-Segafredo TFS            | Trek-Segafredo TFS |
| ------------------ | ----------------------------- | ------------------ |
| Nr.                | Rytter                        | Placering          |
| 31                 | Amanuel Ghebreigzabhier (ERI) | 2.                 |
| 32                 | Jacopo Mosca (ITA)            | DNF                |
| 33                 | Tony Gallopin (FRA)           | 8.                 |
| 35                 | Mathias Vacek (CZE)           | DNF                |
| 36                 | Natnael Tesfatsion (ERI)      | 4.                 |

| Bingoal WB BWB | Bingoal WB BWB            | Bingoal WB BWB |
| -------------- | ------------------------- | -------------- |
| Nr.            | Rytter                    | Placering      |
| 41             | Dimitri Peyskens (BEL)    | DNF            |
| 42             | Rémy Mertz (BEL)          | 20.            |
| 43             | Marco Tizza (ITA)         | 7.             |
| 44             | Floris De Tier (BEL)      | DNF            |
| 45             | Alexis Guérin (FRA)       | 16.            |
| 46             | Lennert Teugels (BEL)     | 25.            |
| 47             | Aaron Van der Beken (BEL) | DNF            |

| Bolton Equities Black Spoke Pro Cycling BEB | Bolton Equities Black Spoke Pro Cycling BEB | Bolton Equities Black Spoke Pro Cycling BEB |
| ------------------------------------------- | ------------------------------------------- | ------------------------------------------- |
| Nr.                                         | Rytter                                      | Placering                                   |
| 51                                          | Logan Currie (NZL)                          | DNF                                         |
| 52                                          | James Fouché (NZL) (landevej)               | 18.                                         |
| 53                                          | Ollie Jones (NZL)                           | DNF                                         |
| 54                                          | Josh Kench (NZL)                            | DNF                                         |
| 55                                          | Bailey O'Donnell (NZL)                      | DNS                                         |
| 56                                          | James Oram (NZL) (landevej)                 | DNF                                         |
| 57                                          | Mark Stewart (GBR)                          | 3.                                          |

| Eolo-Kometa EOK | Eolo-Kometa EOK           | Eolo-Kometa EOK |
| --------------- | ------------------------- | --------------- |
| Nr.             | Rytter                    | Placering       |
| 61              | Alessandro Fancellu (ITA) | 42.             |
| 62              | Fernando Tercero (ESP)    | 30.             |
| 63              | Álex Martín (ESP)         | 43.             |
| 65              | Davide Piganzoli (ITA)    | 38.             |
| 66              | Andrea Garosio (ITA)      | DNF             |
| 67              | Simone Raccani (ITA)      | DNF             |

| Green Project-Bardiani CSF-Faizanè BCF | Green Project-Bardiani CSF-Faizanè BCF | Green Project-Bardiani CSF-Faizanè BCF |
| -------------------------------------- | -------------------------------------- | -------------------------------------- |
| Nr.                                    | Rytter                                 | Placering                              |
| 71                                     | Samuele Zoccarato (ITA)                | 13.                                    |
| 72                                     | Alessandro Tonelli (ITA)               | 11.                                    |
| 73                                     | Giulio Pellizzari (ITA)                | 15.                                    |
| 74                                     | Filippo Fiorelli (ITA)                 | 17.                                    |
| 75                                     | Alex Tolio (ITA)                       | 23.                                    |
| 76                                     | Henok Mulubrhan (ERI)                  | 24.                                    |
| 77                                     | Filippo Magli (ITA)                    | 33.                                    |

| Q36.5 Pro Cycling Team Q36 | Q36.5 Pro Cycling Team Q36 | Q36.5 Pro Cycling Team Q36 |
| -------------------------- | -------------------------- | -------------------------- |
| Nr.                        | Rytter                     | Placering                  |
| 81                         | Negasi Abreha (ETH)        | DNF                        |
| 82                         | Gianluca Brambilla (ITA)   | DNF                        |
| 83                         | Walter Calzoni (ITA)       | 27.                        |
| 84                         | Marcel Camprubí (ESP)      | 35.                        |
| 85                         | Alessandro Fedeli (ITA)    | 12.                        |
| 86                         | Cyrus Monk (AUS)           | DNF                        |
| 87                         | Antonio Puppio (ITA)       | DNF                        |

| Team Corratec COR | Team Corratec COR         | Team Corratec COR |
| ----------------- | ------------------------- | ----------------- |
| Nr.               | Rytter                    | Placering         |
| 91                | Davide Baldaccini (ITA)   | DNF               |
| 92                | Nicolas Dalla Valle (ITA) | DNF               |
| 93                | Alexander Konysjev (ITA)  | DNF               |
| 94                | Lorenzo Quartucci (ITA)   | 40.               |
| 95                | Germán Tivani (ARG)       | 45.               |
| 96                | Valerio Conti (ITA)       | 26.               |
| 97                | Alessandro Iacchi (ITA)   | DNF               |

| Team Novo Nordisk TNN | Team Novo Nordisk TNN | Team Novo Nordisk TNN |
| --------------------- | --------------------- | --------------------- |
| Nr.                   | Rytter                | Placering             |
| 101                   | Andrea Peron (ITA)    | 19.                   |
| 102                   | Umberto Poli (ITA)    | DNF                   |
| 103                   | Declan Irvine (AUS)   | DNF                   |
| 104                   | Hamish Beadle (NZL)   | DNF                   |
| 105                   | Sam Brand (GBR)       | DNF                   |
| 106                   | Matyáš Kopecký (CZE)  | DNF                   |
| 107                   | Filippo Ridolfo (ITA) | DNF                   |

| Beltrami TSA-Tre Colli BTC | Beltrami TSA-Tre Colli BTC | Beltrami TSA-Tre Colli BTC |
| -------------------------- | -------------------------- | -------------------------- |
| Nr.                        | Rytter                     | Placering                  |
| 111                        | Thomas Pesenti (ITA)       | 29.                        |
| 112                        | Matteo Freddi (ITA)        | DNF                        |
| 113                        | Andrea Biancalani (ITA)    | DNF                        |
| 114                        | Nicola Rossi (ITA)         | DNF                        |
| 115                        | Ettore Loconsolo (ITA)     | DNF                        |
| 116                        | Lucio Pierantozzi (ITA)    | DNF                        |
| 117                        | Alex Raimondi (ITA)        | DNF                        |

| Biesse-Carrera BIE | Biesse-Carrera BIE         | Biesse-Carrera BIE |
| ------------------ | -------------------------- | ------------------ |
| Nr.                | Rytter                     | Placering          |
| 121                | Riccardo Ciuccarelli (ITA) | DNF                |
| 122                | Giacomo Villa (ITA)        | 22.                |
| 123                | Michael Belleri (ITA)      | 36.                |
| 124                | Lorenzo Rinaldi (ITA)      | DNF                |
| 125                | Francesco Galimberti (ITA) | DNF                |
| 126                | Lorenzo Galimberti (ITA)   | 39.                |
| 127                | Pierelis Belletta (ITA)    | 37.                |

| General Store-Essegibi-F.lli Curia GEF | General Store-Essegibi-F.lli Curia GEF | General Store-Essegibi-F.lli Curia GEF |
| -------------------------------------- | -------------------------------------- | -------------------------------------- |
| Nr.                                    | Rytter                                 | Placering                              |
| 131                                    | Samuele Carpene (ITA)                  | DNF                                    |
| 132                                    | Filippo D'Aiuto (ITA)                  | DNF                                    |
| 133                                    | Carlo Francesco Favretto (ITA)         | DNF                                    |
| 134                                    | Michele Berasi (ITA)                   | DNF                                    |
| 135                                    | Tommaso Bergagna (ITA)                 | DNF                                    |
| 136                                    | Lorenzo Peschi (ITA)                   | DNF                                    |
| 137                                    | Kevin Pezzo Rosola (ITA)               | DNF                                    |

| MG.K Vis Colors For Peace MGK | MG.K Vis Colors For Peace MGK | MG.K Vis Colors For Peace MGK |
| ----------------------------- | ----------------------------- | ----------------------------- |
| Nr.                           | Rytter                        | Placering                     |
| 141                           | Ben Granger (GBR)             | DNF                           |
| 142                           | Davide Bauce (ITA)            | DNF                           |
| 143                           | Francesco Carollo (ITA)       | DNF                           |
| 144                           | Fabio Mazzucco (ITA)          | DNF                           |
| 145                           | Davide Casini (ITA)           | DNF                           |
| 146                           | Mattia Di Felice (ITA)        | DNF                           |
| 147                           | Anthoni Silenzi (ITA)         | DNF                           |

| Colpack-Ballan CPK | Colpack-Ballan CPK     | Colpack-Ballan CPK |
| ------------------ | ---------------------- | ------------------ |
| Nr.                | Rytter                 | Placering          |
| 151                | Sergio Meris (ITA)     | 21.                |
| 152                | Davide Boscaro (ITA)   | DNF                |
| 153                | Ronan O'Connor (IRL)   | DNF                |
| 154                | Pavel Novák (CZE)      | DNF                |
| 155                | Diego Bracalente (ITA) | 41.                |

| Team Technipes #inEmiliaRomagna TER | Team Technipes #inEmiliaRomagna TER | Team Technipes #inEmiliaRomagna TER |
| ----------------------------------- | ----------------------------------- | ----------------------------------- |
| Nr.                                 | Rytter                              | Placering                           |
| 161                                 | Emanuele Ansaloni (ITA)             | DNF                                 |
| 162                                 | Davide Dapporto (ITA)               | DNF                                 |
| 163                                 | Romaric Forqués (FRA)               | DNF                                 |
| 164                                 | Andrea Innocenti (ITA)              | DNF                                 |
| 165                                 | Alessandro Monaco (ITA)             | DNF                                 |
| 166                                 | Martin Nessler (ITA)                | DNF                                 |
| 167                                 | Gabriele Petrelli (ITA)             | DNF                                 |

| Work Service-Vitalcare-Dynatek IWD | Work Service-Vitalcare-Dynatek IWD | Work Service-Vitalcare-Dynatek IWD |
| ---------------------------------- | ---------------------------------- | ---------------------------------- |
| Nr.                                | Rytter                             | Placering                          |
| 171                                | Nicola Venchiarutti (ITA)          | DNF                                |
| 172                                | Christian Danilo Pase (ITA)        | DNF                                |
| 173                                | Samuele Mion (ITA)                 | DNF                                |
| 174                                | Giacomo Garavaglia (ITA)           | DNF                                |
| 175                                | Filippo Dignani (ITA)              | DNF                                |
| 176                                | Kevin Bonaldo (ITA)                | DNF                                |
| 177                                | Leonardo Marchiori (ITA)           | DNF                                |